# Тиогерманат натрия
Тиогерманат натрия — неорганическое соединение, 
тиосоль германия и ортогерманиевой кислоты с формулой Na4GeS4,
бесцветные кристаллы,
растворяется в воде,
образует кристаллогидрат.

## Получение
- Безводную соль получают сплавлением сульфида германия(IV) и сульфида натрия:

{\displaystyle {\mathsf {GeS_{2}+2Na_{2}S\ {\xrightarrow {400^{o}C}}\ Na_{4}GeS_{4}}}}
- Кристаллогидрат получают при проведении реакции в водном растворе с последующим осаждением тиогерманата ацетоном:

{\displaystyle {\mathsf {GeS_{2}+2Na_{2}S\cdot 9H_{2}O\ {\xrightarrow {}}\ Na_{4}GeS_{4}\cdot 14H_{2}O+4H_{2}O}}}

## Физические свойства
Тиогерманат натрия образует бесцветные кристаллы,
хорошо растворяется в воде с гидролизом.
Образует кристаллогидраты состава Na4GeS4•14 H2O.